# Pusula californica
Pusula californica är en snäckart som först beskrevs av G. B. Sowerby II 1832.  Pusula californica ingår i släktet Pusula och familjen Triviidae. Inga underarter finns listade i Catalogue of Life.